# Cattleya briegeri
Cattleya briegeri là một loài thực vật có hoa trong họ Lan. Loài này được (Blumensch. ex Pabst) Van den Berg mô tả khoa học đầu tiên năm 2008.